# Concile de Senlis
Le concile de Senlis est une assemblée d'évêques de l'Église catholique qui s'est tenu à plusieurs reprises à Senlis entre le IXe et le XVIIe siècle.

## Présentation du diocèse
L'ancien diocèse de Senlis était borné au nord par les diocèses de Beauvais et de Soissons, au sud et à l'est par celui de Meaux, au sud-ouest par celui de Paris et à l'ouest encore par les diocèses de Beauvais et Paris. On y comptait 65 paroisses et sept annexes, trois abbayes d'hommes (Saint-Vincent, Chaslis, la Victoire), une  de femmes (l'abbaye de Parc-les-Dames), un prieuré d'hommes et un de femmes de nomination royale (le prieuré Saint-Maurice de Senlis et le prieuré Saint-Arnoul de Crépy-en-Valois), trois églises collégiales (Saint-Rieul, Saint-Frambourg et Saint-Thomas-de-Cantorbéry).
L'église cathédrale est sous le vocable de Notre-Dame. Son chapitre était composé d'un doyen, d'un archidiacre, d'un chantre, d'un sous-chantre et de 18 autres chanoines. Le doyenné était électif. Les autres dignités et les canonicats étaient à la collation de l'évêque, les six semi-prébendes et les deux grandes chapellenies, appelées des obits, étaient à la collation du chapitre, lequel avait le privilège de garde-gardienne et de Committimus par lettres du mois de janvier 1550 enregistrées au parlement de Paris le 10 mai 1560. Les bénéfices de la cathédrale valaient une année commune (environ 1 200 livres de rente), dont le gros était en grains.
Le chapitre de Saint-Rieul est aussi dans la ville de Senlis. Il était composé d'un doyen et d'un chantre qui étaient en dignités, et de 15 chanoines. Celui de Saint-Frambourg  avait un doyen, un chantre, et 10 chanoines. Les revenus de Saint-Rieul et de la chapelle royale de Saint-Frambourg étaient d'environ 600 livres, dont le gros était pareillement en grains. Ces trois chapitres avaient leur justice particulière.
Le concile de Senlis eut lieu en 861, 863, 873, 899, 990, 1048, 1235, 1240, 1310, 1313, 1315, 1317, 1318, 1326, 1402 et 1620.

## Historique

### Époque carolingienne (751-987)
- 861.
- 863 : les légats du pape Rodoalde, évêque de Porto, et Jean Ier (858-881), évêque de Cervia, passant à Soissons pour se rendre au concile convoqué à Metz, le peuple leur demanda avec de grandes instances le rétablissement de leur évêque Rothade II. Cet empressement provoqua un concile à Senlis où les évêques prièrent le pape Nicolas Ier de confirmer la déposition de Rothade II, évêque de Soissons (832-862), déposé l'année précédente au concile de Soissons, et lui envoyèrent les actes par Odon, évêque de Beauvais. Ils le prièrent également de confirmer les privilèges de leur église et de convoquer un concile de toutes les provinces pour le jugement de l'affaire de Lothaire et de ses femmes[2], mais il refusa.
- 873 : le roi Charles le Chauve voyant que son fils Carloman, à qui il avait fait embrasser l'état ecclésiastique entretenait toujours des troubles dans le royaume, assembla à Senlis les évêques des provinces de Sens, et de Reims, et présenta sa plainte à Anségise, archevêque de Sens de qui  son fils dépendait comme de son métropolitain, et de même à Hildegaire, évêque de Meaux qui l'avait ordonné diacre. Le jugement du concile fut de le déposer de son diaconat et de tout degré ecclésiastique, et réduit à la communion laïque, mais comme ses partisans dirent que n'étant plus ecclésiastique, rien ne l'empêchait de régner, ils résolurent de le mettre en liberté à la première occasion. Charles II le Chauve, son père, le roi porte l'affaire la même année au concile de Senlis, le fait juger de nouveau pour les crimes dont les évêques n'avaient pas eu connaissance et il fut condamné à mort. Mais pour lui donner le temps de faire pénitence et lui ôter les moyens d'exécuter ses mauvais desseins, on lui fit crever les yeux[3]. Les actes de ce concile sont perdus[4]
- 899 : il y fut confirmée l'excommunication portée par Arnould de Reims (vers 967-1021)  contre ceux qui s'étaient emparés de la ville de Reims par l'autorité d'Arnould même, qui trahissait Hugues Capet à qui il avait fait serment de fidélité.

### Bas Moyen Âge

#### Capétiens (987-1328)
- 988 ou 990 : au mois de juillet y fut confirmée l'excommunication portée par Arnould de Reims contre ceux qui s'étaient emparés de la ville de Reims par l'autorité d'Arnould même, qui trahissait Hugues Capet à qui il avait fait serment de fidélité. L'acte d'excommunication lancée par le concile est sévère contre le prêtre Adalger qu'ils nomment un des membres du diable, et pourtant le confident de l'archevêque. Ils interdisent de l'office divin l'église de Laon et celle de Reims jusqu'à ce qu'elles aient été légitimement réconciliées.
- 1048 : en faveur de l'abbaye Saint-Médard de Soissons[5].
- 1235.
- 1240.
- 1255 : assemblé le 14 novembre, le concile présidé par Thomas de Beaumetz (mort en 1262), l'archevêque de Reims (1249-1262) et six de ses suffragants, jette un interdit sur tout le domaine royal situé dans la province de Reims, le roi Louis IX arrêta cette affaire en rendant à Paris un jugement favorable à l'archevêque au mois de janvier 1236 en en nommant » deux commissaires qui prirent toutes les précautions pour ôter toutes manières de division, comme on le voit par le jugement rendu à Reims le 18 février 1236.
- 1310 : ce fut un concile provincial[6], présidé par Philippe de Marigny, archevêque de Sens. Neuf Templiers y furent condamnés au bûcher et furent brûlés par l'autorité  du juge séculier, mais ils se rétractèrent au moment de mourir disant qu'ils avaient avoué sous la contrainte et les tourments.
- 1313.
- 1315 : tenu au mois d'octobre par Robert de Courtenay-Champignelles (1251-1324), archevêque de Reims de 1299 à 1324, et ses suffragants. Le roi Louis X le Hutin (1289-1316), qui régna de 1314 à 1316, avait destitué Pierre de Latilly (mort en 1328), chancelier et évêque de Châlons-en-Champagne de 1313 à 1328, et l'avait fait emprisonner comme suspect d'avoir procuré la mort du roi Philippe le Bel et de l'évêque son prédécesseur Jean de Châteauvillain en fonction de 1284 à 1312. Pierre de Latilly demanda au concile de Senlis, avant toutes choses, la liberté de sa personne, ainsi que la restitution de ses biens, ce qui lui fut accordé. Il demanda ensuite l'information des faits, raison pour laquelle on prorogea le concile.
- 1317.
- 1318 : le concile fut tenu le 27 mars par Robert de Courtenay-Champignelles, quatre de ses suffragants et les députés de sept autres absents. Pierre de Latilly y envoya ses députés. Il avait pour objet de remédier aux usurpations des biens de l'église. Le concile punit ces invasions par l'interdiction ou cessation de l'office divin dans toute la juridiction de celui qui en était l'auteur.
- 1326.

### Valois (1328-1498)
- 1402 : réuni pour traiter le schisme entre Boniface IX et Benoît XIII[7], il n'a laissé aucune trace[8]

### Époque Moderne
- 1620 : synode diocésain du 1er octobre, tenu par le cardinal François de La Rochefoucauld qui y publia les statuts en 38 articles sur les devoirs des curés et les fonctions des marguilliers. Il déclara qu'il recevait le concile de Trente dans son diocèse conformément à la décision prise par l'assemblée du clergé de 1615, et que l'on était désormais obligé en conscience de l'observer en tout point, mais principalement en ce qui regarde, l'ordre, la pénitence, le mariage, la résidence des bénéficiers, l'entrée en religion et quelqu'autres points importants pour la conservation de la foi et les bonnes mœurs. Pour ce qui regardait la police extérieure, il fallait s'en tenir à ce qui avait été arrêté aux états généraux de 1614, c'est-à-dire ne pas toucher aux droits du roi, aux libertés de l'Église gallicane, ni aux privilèges des églises et des communautés[9].